# Den som elsker
Den som elsker er en dansk kortfilm fra 2012 med instruktion og manuskript af Søren Grau.

## Handling
Mikael og Sophie har været sammen i tre et halvt år. De er begge to stadig meget forelsket i hinanden. De beslutter at tiden er inde til at flytte sammen i lejlighed. De finder det perfekte sted i byen og inden de har fået set sig om er de langsomt ved at falde til i den nye lejlighed. De nyder hinandens selskab og deres nye lejlighed. Efteråret banker på døren og studierne starter igen, men det med at flytte sammen er sværere for dem begge end de lige troede.

## Medvirkende
- Mads Kruse - Mikael
- Marie Marschner - Sophie
- Jens Christian Buskov Lund - Christian
- Christian Vincent Jung - Thomas
- Sille Veilmark - Liv
- Stefan Pagels Andersen - Bror